# Albrecht Meckel
August Albrecht Meckel (Halle, 4 de abril de 1789 – Berna, 19 de março de 1829), foi um anatomista e médico legista alemão. 

## Biografia
Albrecht Meckel é oriundo de uma família de médicos. Seu pai Philipp Friedrich Theodor Meckel (1755–1803), lhe ensinou anatomia e cirurgia. Seu avô, Johann Friedrich Meckel, o Velho (1724–1774), foi professor de anatomia e obstetrícia em Berlim e cirurgião da Imperatriz Catarina, a Grande.
Meckel estudou Medicina nas universidades de Jena e Halle. Durante as Guerras Napoleônicas (1813-14) atuou como médico voluntário nas Forças Armadas do Reino da Prússia, sob o comando do general Ludwig Adolf Wilhelm von Lützow (1782-1834).
Depois de um período como médico patologista junto a seu meio-irmão Johann Friedrich Meckel, o Jovem, em Halle, tornou-se professor de anatomia e medicina forense da Universidade de Berna, cargo que ocupou até a morte.
Albrecht August Meckel foi casado com Luise Johanne Wilhelmine Schmelzer (1796-1873), com quem teve três filhos Pauline Meckel (* Halle 20. 10. 1790 † 3.4.1825 Halle), Adolf Ludewig Meckel (* Halle, 30. 10. 1793 † 3. 3. 1794 Halle) e Paul Ludwig Philipp Wilhelm Meckel (* Halle, 31. 1. 1798 † 31.3.1798 Halle).

## Obras
- Beiträge zur gerichtlichen Psychologie. (Contribuições à psicologia judicial) Halle 1820.
- De genitalium et intestinorum analogia, 1810
- Einige Gegenstände der gerichtlichen Medicin. Halle 1818.
- Lehrbuch der gerichtlichen Medicin. (Compêndio de Medicina Legal) Halle 1821
- Observationes circa superficiem animalium internam, 1822
- Ueber Vergleichungen in der Naturwissenschaft, 1823